# Дадлі (Джорджія)
Дадлі (англ. Dudley) — місто (англ. city) в США, в окрузі Лоренс штату Джорджія. Населення — 593 особи (2020).

## Географія
Дадлі розташоване за координатами 32°32′1″ пн. ш. 83°5′1″ зх. д. / 32.53361° пн. ш. 83.08361° зх. д. (32.533483, -83.083619).  За даними Бюро перепису населення США в 2010 році місто мало площу 8,86 км², з яких 8,83 км² — суходіл та 0,03 км² — водойми.

## Демографія
Згідно з переписом 2010 року, у місті мешкала 571 особа в 207 домогосподарствах у складі 155 родин. Густота населення становила 64 особи/км².  Було 227 помешкань (26/км²).
Расовий склад населення:
| - 83,0 % — білих - 15,6 % — чорних або афроамериканців |

До двох чи більше рас належало 0,9 %. Частка іспаномовних становила 1,8 % від усіх жителів.
За віковим діапазоном населення розподілялося таким чином: 25,2 % — особи молодші 18 років, 59,0 % — особи у віці 18—64 років, 15,8 % — особи у віці 65 років та старші. Медіана віку мешканця становила 39,5 року. На 100 осіб жіночої статі у місті припадало 89,1 чоловіків;  на 100 жінок у віці від 18 років та старших — 80,9 чоловіків також старших 18 років.
Середній дохід на одне домашнє господарство  становив 67 189 доларів США (медіана — 51 771), а середній дохід на одну сім'ю — 79 411 долар (медіана — 62 083). Медіана доходів становила 36 250 доларів для чоловіків та 38 098 доларів для жінок. За межею бідності перебувало 17,7 % осіб, у тому числі 17,1 % дітей у віці до 18 років та 8,5 % осіб у віці 65 років та старших.
Цивільне працевлаштоване населення становило 344 особи. Основні галузі зайнятості: виробництво — 22,4 %, освіта, охорона здоров'я та соціальна допомога — 22,1 %, мистецтво, розваги та відпочинок — 12,5 %, роздрібна торгівля — 11,3 %.